# Hieracium grofae
Hieracium grofae — вид рослин із родини айстрових (Asteraceae).

## Середовище проживання
Зростає у Європі (захід України).